# Acizzia mccarthyi
Acizzia mccarthyi (лат.) — вымирающий вид листоблошек рода Acizzia из семейства Psyllidae. Эндемики Австралии (Stirling Range National Park, штат Западная Австралия). Включён в Международную Красную книгу МСОП.

## Описание
Тело мелкое, компактное, длина около 2 мм. Основная окраска желтовато-коричневая с чёрными отметинами; мезопрескутум и мезоскутум оранжевые с тонкой срединной чёрной полосой; мезоскутеллюм чёрный; глаза красновато-коричневые. Растение-хозяин: Acacia veronica (Fabaceae: Mimosoideae).
Вид был впервые описан в 2014 году австралийскими энтомологами Гари Тейлором (Taylor, Gary S.; Australian Centre of Evolutionary Biology & Biodiversity, School of Earth & Environmental Sciences, The University of Adelaide, Аделаида, Австралия) и Мелиндой Мойром (Moir, Melinda L. ; ARC Centre for Excellence in Environmental Decisions, School of Botany, The University of Melbourne, Parkville, Австралия) вместе с видами Acizzia hughesae и Trioza barrettae. Видовой эпитет Acizzia mccarthyi дан в честь эколога Майкла Маккарти (Michael McCarthy) за поддержку исследований австралийских насекомых, приведших к открытию нового вида.